# Allometopon falcistylus
Allometopon falcistylus är en tvåvingeart som beskrevs av Mitsuhiro Sasakawa 1964. Allometopon falcistylus ingår i släktet Allometopon och familjen träflugor. Inga underarter finns listade i Catalogue of Life.